# Ampliación 6 de Junio
Ampliación 6 de Junio är en ort i Mexiko, tillhörande Ixtapaluca kommun i delstaten Mexiko. Ampliación 6 de Junio ligger i den centrala delen av landet och tillhör Mexico Citys storstadsområde. Orten hade 738 invånare vid folkmätningen 2010.